# ريكوبا سودأمريكانا 2003
ريكوبا سودأمريكانا 2003 هو الموسم 11 من ريكوبا سودأمريكانا. أشرف على تنظيمه كونميبول، وكان عدد الأندية المشاركة فيه 2، وفاز فيه أوليمبيا أسونسيون.